# Internet Explorer 4
Microsoft Internet Explorer 4 (forkortet IE4) er den fjerde udgave af Internet Explorer, udviklet og udgivet af Microsoft til Windows 95 og Windows 98 i oktober 1997, og til Mac OS den 6. januar 1998. Den er efterfølgeren til Internet Explorer 3.

## Systemkrav
Kravene for at installer Internet Explorer 4 er:
- En 486 med en 66 Mhz processor (Pentium-processor anbefales)
- For Windows 95:
- 12 MB RAM minimum, 16 MB med Active Desktop til Windows NT:
- 24 MB RAM minimum
- Til Windows NT skal skal du køre Service Pack 3 (eller nyere)
- 40-70 MB plads på harddisken (afhængig af installation type)
- Mus
- Modem
- Cd-rom